# Justicia oreopola
Justicia oreopola är en akantusväxtart som beskrevs av Emery Clarence Leonard. Justicia oreopola ingår i släktet Justicia och familjen akantusväxter. Inga underarter finns listade i Catalogue of Life.